# Glomus przelewicense
Glomus przelewicense är en svampart som beskrevs av Blaszk. 1988. Glomus przelewicense ingår i släktet Glomus och familjen Glomeraceae.   Inga underarter finns listade i Catalogue of Life.